# Inna

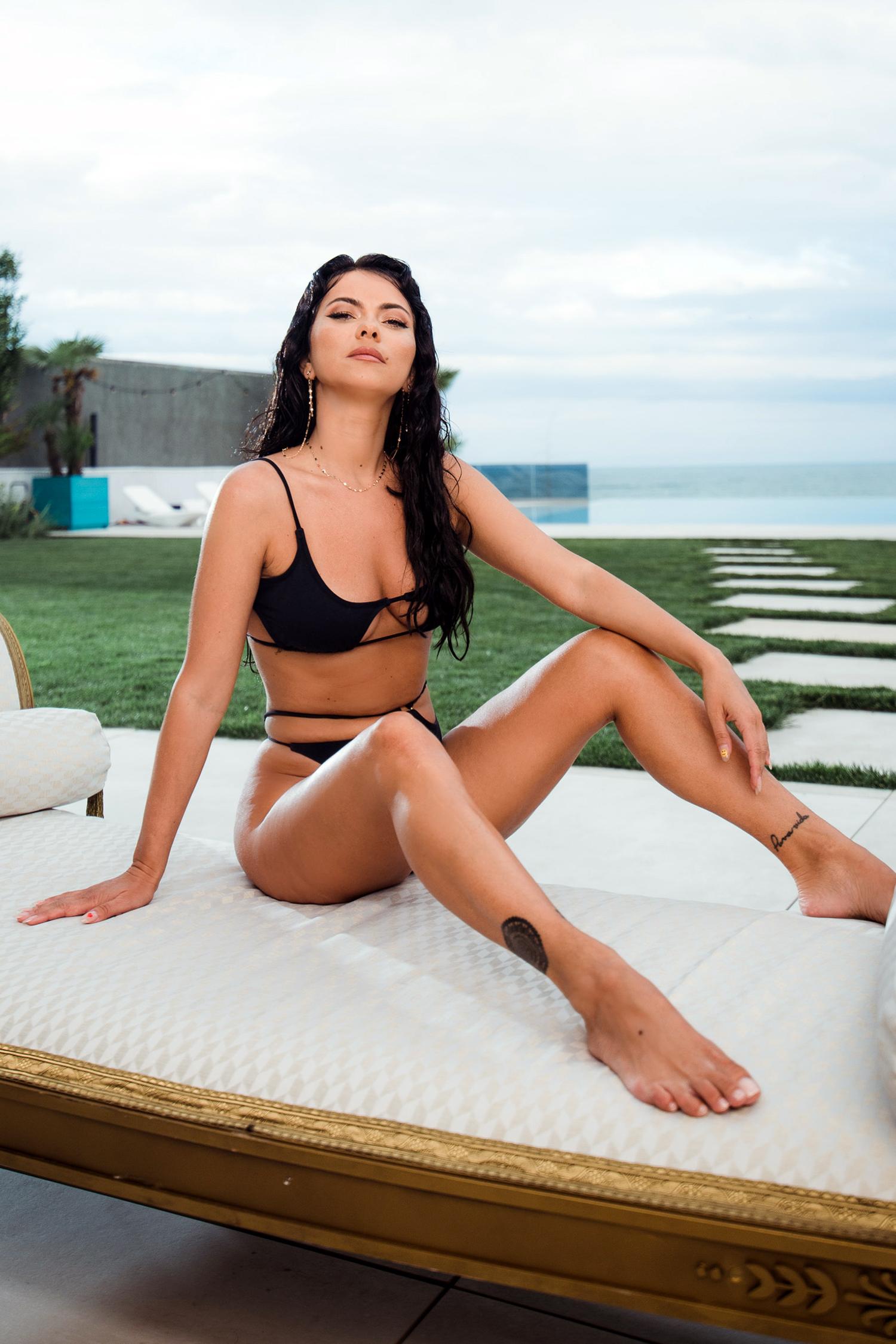
Inna în timpul filmărilor unui videoclip muzical

Inna (nume la naștere Elena Alexandra Apostoleanu; n. 16 octombrie 1986, Mangalia, Constanța, România) este o cântăreață de muzică dance, pop și house, dansatoare și compozitoare română. A început să colaboreze cu echipa de producători Play & Win în 2008, an în care a fost lansat și primul său disc single, „Hot”, piesă ce a ajuns pe primul loc în clasamentele radio din România, Bulgaria, Polonia, Rusia, Ungaria, Turcia și Grecia.
De pe albumul său de debut, Hot (2009), Inna a lansat alte patru discuri single, „Love”, „Déjà Vu”, „Amazing” și „10 minutes”, toate acestea câștigând poziții fruntașe în clasamentele de specialitate din Europa. Pe 15 aprilie 2009, cântăreața a semnat un contract de management cu una dintre cele mai importante case de înregistrări din America, Ultra Records. Prin semnarea acestui acord, compania se angaja să promoveze materialele discografice ale cântăreței în S.U.A., Regatul Unit și Canada. Ulterior, interpreta a câștigat patru trofee la gala premiilor Romanian Music Awards 2009.
În aprilie 2009, șlagărul Innei, „Hot”, a fost nominalizat la categoria „Cea mai bună melodie internațională” în cadrul ceremoniei Premiilor Eska. În toamna anului 2009, Inna obținea un trofeu la premiile MTV Europe Music Awards, la categoria „Cel mai bun interpret român”.
În 2011 a lansat cel de-al doilea album de studio, I Am the Club Rocker și a susținut concerte în mai multe țări europene și în Mexic. Primul single de pe album, „Sun Is Up”, a câștigat premiul Eurodanceweb Award, făcând-o pe Inna primul și singurul artist care l-a câștigat. Tot în 2011, Inna a fost cea mai bine plătită cântăreață din România și din Europa de Est.
Al treilea album de studio, Party Never Ends, a fost lansat pe 25 martie 2013. A fost nominalizat pentru doi ani consecutivi la categoria Cel mai bun album la Romanian Music Awards și a ajuns în top 10 în Mexic. Până în martie 2016, primele trei albume s-au vândut în peste patru milioane de exemplare, INNA devenind cântăreața cu cele mai mari vânzări la nivel mondial din România. A primit mai multe premii și nominalizări, printre care Balkan Music Awards, European Border Breakers Award, MTV Europe Music Awards și Romanian Music Awards. Inna este o activistă pentru drepturile omului, participând în mai multe campanii împotriva violenței domestice și în campanii care sprijină copii și drepturile LGBT. În martie 2013, Inna a interpretat alături de Carla's Dreams melodia „P.O.H.U.I”.
În anul 2014 Inna a lansat melodia Strigă! alături de Puya, piesa bucurându-se de succes în Europa. Tot în 2014, Inna a semnat cu casa de discuri Atlantic Records și a lansat „Cola Song”, în colaborare cu J Balvin. În iulie 2015, Inna a anunțat că lucrează la cel de-al patrulea album de studio, intitulat INNA. Acesta a fost lansat pe data de 15 ianuarie 2016 în România, iar în Japonia pe 24 iulie 2015 sub numele Body And The Sun. Pe 11 decembrie 2017 și-a lansat al cincilea album de studio, intitulat Nirvana, care a primit recenzii pozitive din partea criticilor. În 2019 lansează albumul Yo.

## Biografie

### Anii copilăriei. Primele activități muzicale (1986 — 2007)
Elena Alexandra Apostoleanu s-a născut la 16 octombrie 1986 în orașul Mangalia. Cântăreața își amintește că dragostea pentru muzică i-a fost insuflată de către familia sa, bunicul, bunica și mama ei cântând la ocazii, familie care a susținut-o în permanență. În adolescență ea a ascultat o gamă variată de genuri muzicale, stilul său favorit fiind cel electro-dance; totuși Inna asculta și muzica unor interprete precum Christina Aguilera sau Beyoncé Knowles.
Cântăreața își amintește că putea cânta și fredona diverse cântece încă de la o vârstă fragedă, muzica fiind marea sa pasiune. La vârsta de opt ani Inna a început să urmeze cursuri de canto, Traian Broască fiind profesorul său, alături de care a studiat îndelung. Ulterior, Inna a avut câteva proiecte muzicale minore, care nu s-au bucurat de succesul scontat.
Deși copilăria și-a petrecut-o în orașul Neptun, interpreta a urmat cursurile liceului economic din Mangalia. După susținerea și promovarea examenului de bacalaureat, Inna a urmat cursurile universității Ovidius în Constanța, unde a absolvit Facultatea de Științe Politice din Constanța. A participat la audițiile pentru formația A.S.I.A, însă nu a fost aleasă.
La finele anului 2007, în timp ce lucra la o firmă de imobiliare, Inna i-a întâlnit prin intermediul unui prieten comun pe membrii proiectului Play & Win. Beneficiind de sprijinul acestui grup de producători, Inna a început înregistrările pentru albumul său de debut. În această perioadă cânta folosind numele de scenă Alessandra și a participat la preselecțiile pentru Concursul Muzical Eurovision 2008 cu melodiile „Goodbye” și „Sorry”, însă niciuna nu a fost aleasă. Prima sa apariție televizată a fost cea din emisiunea lui Teo de pe Prima TV, unde a interpretat piesa „Goodbye” . Mai târziu în acel an, și-a schimbat numele de scenă în Inna deoarece era mai ușor de memorat și pentru că nu se identifica cu numele vechi, dar și pentru că bunicul ei obișnuia să o strige astfel când era tânără.

### Perioada «Hot» (2008 — 2010)

#### Debutul și primele succese
După câteva luni de înregistrări cu echipa Play & Win, discul single de debut al Innei, a avut premiera la 12 august 2008 în emisiunea Request 629 de la postul radio Vibe FM. Intitulat „Hot”, cântecul a început să fie promovat sub reprezentarea casei de înregistrări Roton. La scurt timp, piesa a beneficiat de un videoclip, lansat în premieră pe pagina web radio21.ro în noiembrie 2008. La finele anului 2008, „Hot” ocupa prima poziție în clasamentul românesc al difuzărilor radio realizat de Nielsen Media Research. Concomitent, piesa a obținut locul cinci în ierarhia compilată de APC-stats, surclasând șlagăre ale unor interpreți precum Rihanna, Morandi sau Blaxy Girls.
| „Hot” (2008) |
| |
| Definit de o linie melodică preponderent dance-house, cântecul urmează tendințele stilistice ale muzicii de consum din anul 2008. Totodată, „Hot” este cel mai cunoscut single al materialului Hot. |

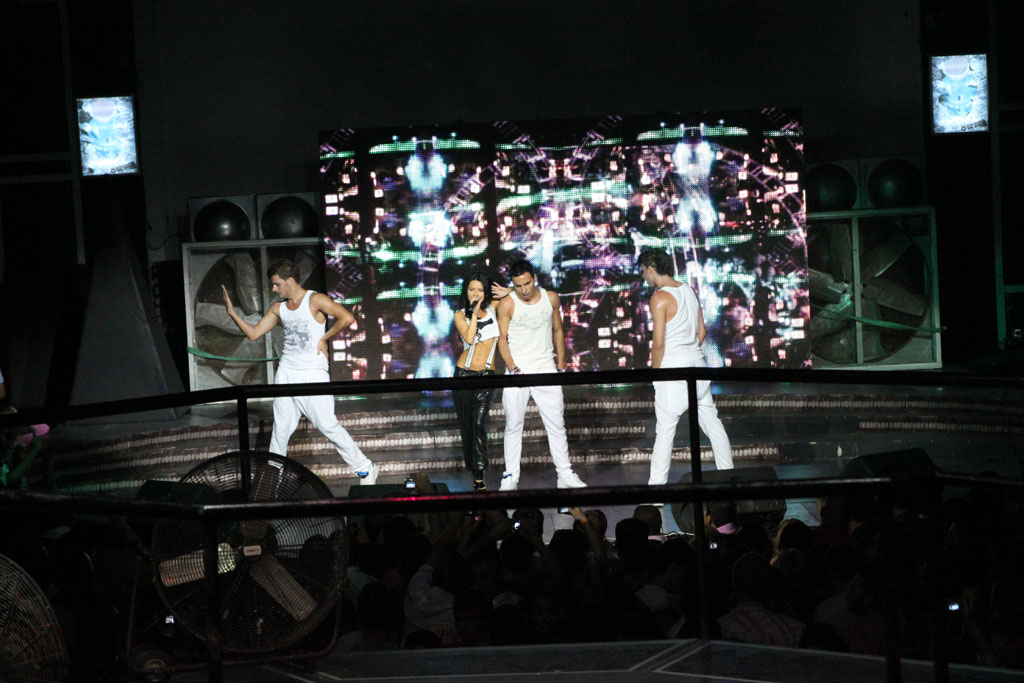
Inna în concert
(Kemer, Turcia, septembrie 2009).

În noiembrie 2008, Inna organiza o preselecție pentru a-și alege dansatori și instrumentiști care să o însoțească pe parcursul turneului său de promovare. În timp ce pe diferite pagini web apăreau înregistrări ale Innei, precum piesa „Left Right” sau o preluare a colindului „O, ce veste minunată!”, interpreta pregătea două recitaluri mult așteptate de public în cluburile bucureștene Turabo și Bellagio.
La începutul anului 2009, piesa „Hot” se afla pe poziții fruntașe în clasamentele radio din țări precum Polonia, Rusia, Turcia, Ungaria și Bulgaria. În aceeași perioadă, piesele „Fever” și „On and On”, ambele produse de grupul Play & Win, erau făcute publice pe site-ul oficial al interpretei.
Cel de-al doilea disc single al Innei urma să fie lansat la data de 2 februarie 2009, dar din motive confidențiale, promovarea sa a fost amânată de câteva ori. Cântecul, intitulat „Love”, a avut premiera la 16 februarie 2009 în emisiunea Muzica Ta de la Radio 21. Trei luni mai târziu, la începutul lui mai 2009, videoclipul adiacent a fost difuzat pentru prima oară pe pagina web a postului radio. Piesa s-a bucurat de succes în România, ocupând treapta cu numărul patru în ierarhia realizată de Nielsen Media Research. În primăvara anului 2009, în timp ce Inna susținea diverse concerte în România, pagina sa web publica variantele remixate ale hitului „Love”, dar și o nouă piesă, intitulată „Don’t let the music die”.
În aprilie 2009, „Hot” a fost nominalizat la categoria „Cea mai bună piesă internațională” în cadrul ceremoniei Premiilor Eska. Ulterior, Inna a urcat pe scena festivalului Ema Eska și a interpretat piesa „Hot”, printre cântăreții prezenți la eveniment numărându-se Anastacia, Lady GaGa, Rihanna sau Sugababes.

#### Contractul cu Ultra Records
În primăvara anului 2009, Inna susținea concerte de promovare atât în România, cât și în diferite regiuni din Bulgaria, Polonia și Serbia. De asemenea, clasamentele de specialitate din Rusia confirmau succesul interpretei la nivel european, primul său single, „Hot”, fiind pe prima poziție în topul Nrj HOT 30. Pe 15 aprilie 2009, Inna a semnat un contract de management cu una dintre cele mai importante case de înregistrări din Statele Unite, Ultra Records. Prin semnarea acestui acord, compania se angaja să promoveze materialele discografice ale cântăreței în S.U.A., Regatul Unit și Canada.

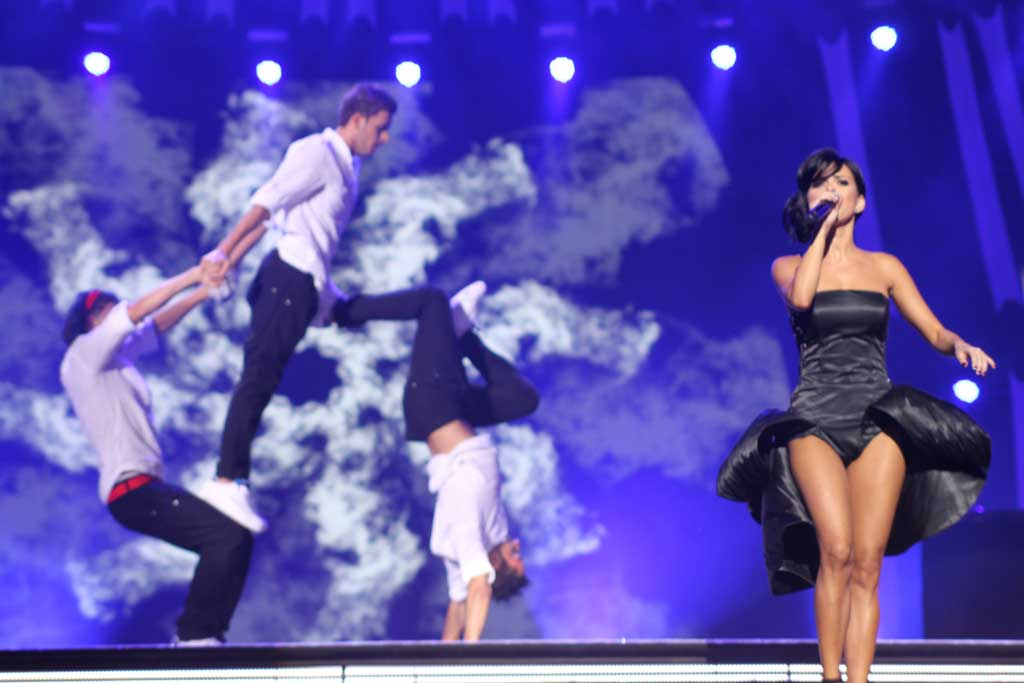
Inna pe scena festivalului Sopot, interpretând hitul „Hot”, pe 8 august 2009.

Pe 12 mai, organizatorii premiilor Romanian Music Awards au nominalizat-o pe INNA la patru categorii principale: „Cel mai bun dance”, „Cel mai bun debut”, „Cea mai bună interpretă” și „Cea mai bună piesă”. Odată cu decernarea premiilor, care a avut loc pe 6 iunie în Craiova, artista le-a revendicat doar pe primele două, însă a mai câștigat încă două premii speciale: „Cel mai bun show” și „Border Breaker”. În aceeași perioadă, Inna devenea celebră în Islanda, țară în care a susținut și un concert.
La finele lunii mai, Inna organiza o nouă preselecție pentru dansatori, cântecul „On and On” era remixat și publicat pe pagina sa web, iar detalii referitoare la primul său album, Hot erau făcute publice personal în emisiunea de știri Observator de la Antena 1. La scurt timp interpreta era în căutarea unor muzicieni dispuși să o însoțească în viitoarele sale concerte. Succesul dobândit de interpretă în Turcia a fost onorat prin intermediul unui mini-turneu, organizat la începutul lunii iulie în șase orașe din peninsula Anatolia.
În primăvara anului 2009, Inna a colaborat cu interpretul Bogdan Croitoru pentru înregistrarea celui de-al treilea disc single din cariera sa, intitulat „Déjà Vu”. Cei doi au stabilit să promoveze cântecul folosind pseudonime noi, Inna scriindu-și numele invers, Anni, iar Croitoru preluând numele Bob Taylor. Ulterior, după ce piesa obținea succes în România, cei doi au confirmat faptul că ei sunt persoanele care interpretează compoziția muzicală „Déjà Vu”. Piesa „Déjà Vu” a devenit un succes în România, câștigând poziția cu numărul șapte în ierarhia realizată de Nielsen. De asemenea, cântecul s-a bucurat de succes moderat în ierarhia Bulgaria Singles Top 40, ocupând locul douăzeci și nouă.
| „Amazing” (2009) |
| |
| Fiind o creație a grupului Play & Win, cântecul „Amazing” conține pasaje instrumentale mai complexe, dar asemănătoare celorlalte piese cântate de Inna. |

#### Consolidarea carierei
La finalul lunii iunie 2009, Inna a primit două nominalizări la premiile Romanian Top Hits Awards, categoriile fiind „Top 1 Romania” și „Girls – The Best Hit”, ambele pentru piesa „Love”. Deși nu a câștigat niciunul dintre cele două trofee, interpreta a primit un premiu special din partea juriului. În iunie 2009, în timp ce Inna susținea concerte în Turcia, sau Rusia, popularitatea sa și a cântecului „Hot” creștea simțitor în Spania. Piesa a câștigat prima poziție în clasamentele de specialitate din această țară și a primit discul de platină, fiind comercializată în peste 40.000 de exemplare. Concomitent, pe Internet a apărut o piesă ce urma să fie inclusă pe viitorul său album, intitulată „Nights And Days” (o colaborare cu Play & Win) dar și înregistrări dinainte de lansarea sa, precum „Oare”, „Goodbye” și „Sorry”.
Cel de-al patrulea disc single al Innei, intitulat „Amazing”, a avut premiera la data de 5 august 2009 pe site-ul revistei Bravo. Videoclipul adiacent piesei a fost filmat în ultima parte a lunii august în Portugalia, regizor fiind Tom Boxer.
La data de 8 august, Inna a urcat pe scena celui mai vechi festival de muzică din Polonia, Sopot. La finalul televotingului, șlagărul interpretei, „Hot”, s-a clasat pe poziția secundă în clasamentul final al concursului, câștigătoare fiind piesa „Ayo Technology” de Katerine Avgoustakis. În aceeași zi, pe 8 august, albumul de debut al Innei, intitulat Hot, a început să fie comercializat în Polonia. Discul conține toate cele patru discuri lansate în avans, dar și cântece publicate anterior pe pagina sa web. La data de 10 august, Inna a susținut un recital pe scena Festivalului Callatis, cântecele interpretate de ea fiind „Hot”, „Déjà Vu”, dar și imnul oficial al festivalului. În aceeași perioadă, primul său disc single, „Hot”, câștiga prima poziție în clasamentul Ukraine Top 40. La începutul lunii septembrie, în timp ce piesa „Amazing” debuta în clasamentul Romanian Top 100 pe poziția cu numărul șaizeci și opt, Inna obținea un trofeu la premiile MTV Europe Music Awards, la categoria „Cel mai bun interpret român”. Înregistrarea „Amazing” s-a bucurat de difuzări masive din partea posturilor de radio și televiziune, lucru ce a avut drept rezultat o poziționare pe locul întâi în ierarhia națională din România.
În luna noiembrie, în timp ce șlagărul „Déjà Vu” câștiga poziții înalte în clasamentele de specialitate din Olanda , piesa „Hot” era inclusă pe compilația casei de înregistrări Ultra Records din S.U.A.. La începutul lunii decembrie a început comercializarea celui de-al cincilea disc single al interpretei, intitulat „I Need You For Christmas”, care a beneficiat și de un videoclip filmat în regia lui Tom Boxer. La finele anului 2009 Inna a fost numită „Femeia anului 2009” la categoria „Tinere talente în muzică”, în cadrul celei de-a șasea ediții a „Galei femeilor de succes”, celelalte nominalizate fiind Paula Seling, Andra, Cream, Amadeus, Paula Seling, Anda Adam , formația Blaxy Girls, Elena Gheorghe și Andreea Bănică. La începutul anului 2010 piesa „Hot” câștiga prima poziție în clasamentul Hot Dance Airplay din S.U.A., Inna devenind prima cântăreață româncă care reușește o astfel de performanță.
Cel de-al șaselea disc single al Innei, intitulat „10 minutes”, a avut premiera la data de 25 ianuarie 2010, pe site-ul postului Radio 21, dar și pe pagina web a interpretei. Cântecul, reprezentând o colaborare cu formația Play & Win, surprinde o schimbare a stilului muzical abordat de Inna, el fiind diferit de creațiile anterioare, realizat pentru a fi mai apropiat muzicii promovate în S.U.A.. Videoclipul adiacent piesei a fost în prima parte a anului 2010 în Londra, în regia lui Paul Boyd, iar premiera oficială a avut loc în iunie 2010. Ulterior, la gala premiilor Romanian Music Awards 2010, Inna a câștigat cinci trofee la categoriile „Best website”, „Cel mai bun artist internațional”, „Best female”, „Best album” și „Best show”. În cadrul aceluiași eveniment, Inna a cântat în premieră pentru publicul român noul său disc single, intitulat „Sun Is Up”.

### PerioadaI Am the Club Rocker(2011 — 2012)

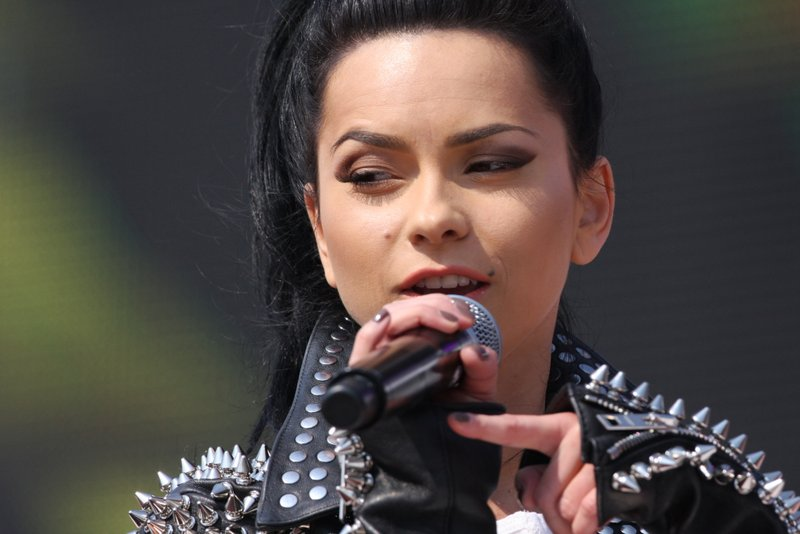
Inna în 2011

La începutul anului 2011 a ținut mai multe concerte în primul său turneu, INNA en Concert, în țări precum Franța, Spania, Germania, Turcia, Liban și România, dar și alte state europene. A concertat în nouă orașe din Franța, două din Spania și pentru prima dată la Arenele Romane din București. În iunie 2011 a susținut concerte în Marea Britanie. Din 4 până pe 14 iulie, Inna s-a întors în Franța pentru promovarea albumului „Club Rocker”, care a fost lansat pe data de 17 mai 2011. în cadrul concertului de la Arenele Romane din București, în care artista a fost cap de afiș, având în deschidere alte trupe celebre din România precum Akcent și artiști ca Alex Velea. În timpul concertului Inna a cântat pentru prima data live piesa omonima albumului „I Am the Club Rocker”. Acest album include o versiune specială a single-ului „Club Rocker”, împreună cu artistul cunoscut la nivel mondial Flo Rida, prima colaborare internațională a Innei. De asemenea, albumul conține piese lansate pe discuri single, precum Sun is Up, I Am the Club Rocker, Un Momento, și o altă piesă, lansată pe 22 noiembrie 2011, intitulată Endless, care a devenit al doilea cel mai de succes single extras de pe acest album, ajungând până pe locul al cincilea în Romanian Top 100. Single-ul „Endless" a fost lansat pe 25 noiembrie 2011, la începutul unei campanii sociale de Ziua Internațională pentru Eliminarea Violenței asupra Femeilor. Inna a lansat campania pe bringthesuninmylife.com cu mesajul: "Vocea ta contează! Fără violență, fără durere la nesfârșit!" și cu sprijinul Fundației Sensiblu, A.L.E.G. ONG, WAVE ONG și al Acasă TV. În aprilie 2012, Inna a lansat cel de-al cincilea single al albumului, „WOW” și videoclipul aferent piesei, fiind primul regizat de fotograful ei, Edward Aninaru. „WOW” a urcat rapid în Romanian Top 100 ajungând pe locul al zecelea în iunie 2012.
Inna a primit patru nominalizări la Premiile muzicale Radio România Actualități, la categoriile „Artistul anului”, alături de Mădălina Manole, Paula Seling și Ovidiu Cernăuțeanu și „Artistul Dance al anului”, precum și „Albumul anului” (cu Hot) și „Cel mai bun cântec Pop/Dance” (cu Sun is Up). A câștigat un singur premiu, „Artistul Dance al anului”. A mai fost nominalizată la „Cea mai bună interpretare feminină” și „Cel mai bun cântec românesc” (cu „Sun Is Up”) la Premiile muzicale Balcanice, câștigând ambele categorii, după o reprezentație în Sofia, Bulgaria.
La Premiile muzicale MTV România 2011 ținute în Brașov, Inna a câștigat trei premii: „Best female”, „Cel mai bun site web” și premiul special al revistei OK!. A fost într-un turneu în Mexic, lansând cu această ocazie videoclipurile pieselor „Un Momento” și „Endless”.
Piesa „Sun Is Up” s-a clasat pe locul întâi în Bulgaria și în regiunea Romandia din Elveția și în topul primelor zece melodii în Franța, România, Rusia și UK Dance Chart și a primit câte un disc de aur în Elveția și Italia. Piesa „Club Rocker” este prima care nu a intrat în topul primelor zece în Franța clasându-se doar pe locul treizeci și doi și nici nu a intrat în Top patruzeci în România. Totuși a intrat în Top 20 în Slovacia și Polonia. „Un Momento” a devenit cea mai bine clasată piesă a Innei din Slovacia, situându-se pe poziția a patra. Albumul nu a avut un succes mai mare ca „Hot”, intrând în primele douăzeci în Republica Cehă și Belgia și în primele patruzeci în Franța. A avut mai mult succes în Polonia, unde după trei săptămâni a fost certificat cu disc de aur. În Mexic albumul a debutat pe locul opt și s-a clasat în Top patruzeci mai multe săptămâni la rând.
Într-un interviu cu Cătălin Măruță de pe data de 1 decembrie 2011, Inna a anunțat că va concerta în Statele Unite în prima parte a anului 2012 și că va lansa un al treilea album de studio. Dan Manoliu, reprezentant al Televiziunii Române, a încercat să o convingă pe Inna să participe la preselecțiile pentru Concursul Muzical Eurovision 2012, însă artista a fost nevoită să refuze invitația din cauza programului încărcat.

### Party Never Ends(2012 — 2013)

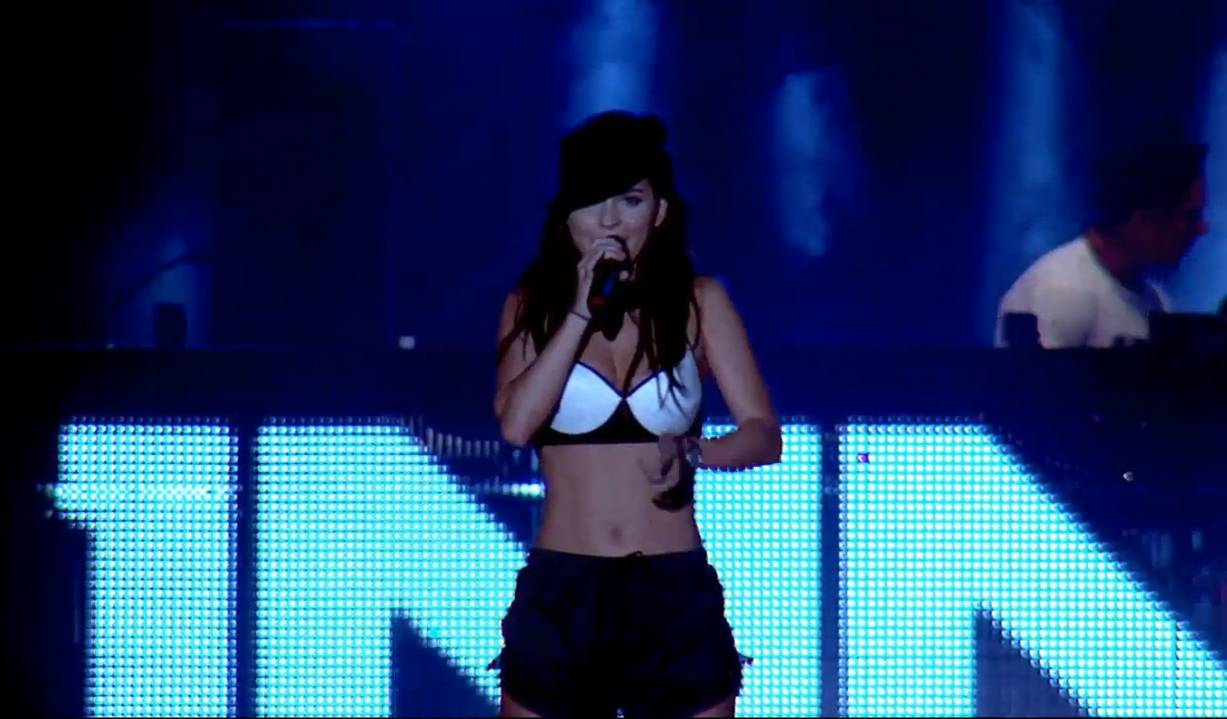
Inna în concert la Santo Domingo, Republica Dominicană (28 iunie 2013)

Pe data de 9 ianuarie 2012, Inna a lansat un remix al cântecului „Ai Se Eu Te Pego” al artistului brazilian Michel Teló. La 17 februarie 2013, Inna a susținut un recital televizat în cadrul ceremoniei de deschidere a Festivalul Olimpic de Iarnă al Tineretului European, Brașov 2013.
Al treilea album de studio, „Party Never Ends”, a fost lansat pe 25 martie 2013. Anterior lansării, Inna a interpretat câteva cântece de pe acest album: „Caliente”, pe care a dedicat-o fanilor ei mexicani, și „Tu și Eu”, în mai respectiv iunie 2012. „Caliente” a debutat în clasament pe 27 mai 2012 și a atins poziția 84. „Tu și eu”, un single în limba română, a fost lansat, de asemenea, în limba engleză cu titlul „You and I” și a fost intens difuzat în România și a ajuns pe locul cinci în top-uri. Inna a filmat videoclipul „Caliente” în Costa Rica alături de Jesus Luz, un model și DJ brazilian, fostul iubit al Madonnei. A mai colaborat cu Play & Win la „INNDIA”, care a ajuns și el în top 10. În ianuarie 2013 Inna lansează „More Than Friends”, în colaborare cu artistul portorican de muzică reggae și hip-hop Daddy Yankee ca piesa principală a albumului „Party Never Ends”. Compozitorii piesei „More than Friends” au fost acuzați de plagiat după piesa „Everybody Fucks” a lui Pitbull, Akon și David Rush din 2012. Cântecul a atins doar poziția 20 în Romanian Top 100. De pe album au mai fost lansate single-urile promoționale „Allright”, „Ok” și „Spre Mare”. „Spre Mare” este cel mai de succes cântec promoțional al ei, debutând pe 26 martie 2013 pe locul al optzecilea în Romanian Top 100, 66 fiind poziția maximă atinsă de piesă în acest clasament. Party Never Ends a ajuns pe locul 10 în Mexic, și a fost nominalizat la categoria „cel mai bun album” la Romanian Music Awards 2013 și 2014.
În martie 2013, Inna a fost invitată să cânte alături de Carla's Dreams melodia „P.O.H.U.I”, al zecelea cântec care s-a clasat în primele zece melodii în Romanian Top 100, debutând pe 90 pe data de 24 martie 2013, atingând poziția a treia.

### LatINNA(2014 — 2016)
La 14 aprilie 2014, Inna a lansat videoclipul piesei „Cola Song”. A fost primul single extras de pe următorul album al ei, LatINNA. Pentru „Cola Song” Inna a colaborat cu cânărețul columbian de reggaeton J Balvin și a inclus pasaje instrumentale din „Piñata 2014”, interpretate de saxofonistul Andreas Schullers, la care a colaborat însăși Inna. Acesta s-a bucurat de succes în Europa, primind un disc de platină din partea Productores de Música de España (PROMUSICAE). A fost folosit pentru promovarea Campionatului Mondial de Fotbal din 2014, în filmul american de comedie Spioana (2015) și în jocul Just Dance 2017. „Cola Song” a avut o evoluție modestă în Romania Airplay 100, atingând numai poziția a treizeci și patra, locul 36 în Swiss Singles Chart și 76 în German Singles Chart.
La 9 iunie 2014, Inna a lansat o variantă specială a Cola Song, la care a colaborat cu producătorul și cântărețul ucrainean Potap.
Următorul single al Innei, „Good Time”, lansat pe YouTube pe 2 iulie 2014, a fost realizat în colaborare cu Pitbull și a făcut parte din coloana sonoră a serialului american Young & Hungry și a filmului american Pitch Perfect 2. A lansat al patrulea album, care îi poartă numele, în octombrie 2015, care a fost lansat de Roton și în România pe data de 15 ianuarie 2016. Varianta românească a albumului conține 19 piese. O altă variantă a albumului, intitulată Body and the Sun, a fost lansată în Japonia în 2015. Inna a primit premiul pentru „cel mai bun artist român” și a fost nominalizată la premiul de „cea mai bună artistă europeană” la MTV Europe Music Awards. Single-ul „Diggy Down” (2014) a treia piesă a sa care s-a clasat pe locul întâi în România. Pe baza clasamentului, a câștigat premiul pentru „cea mai bună piesă dance” din partea Media Music Awards. La 1 mai 2014 rapperul Puya a lansat single-ul „Strigă!”, în colaborare cu Inna. Videoclipul piesei a fost lansat pe 27 iunie 2014. A ajuns până pe locul al doisprezecelea în Romania Airplay 100. „Bop Bop” (2015), a ajuns pe locul al doilea în România, iar „Rendez Vous” (2016) a primit un disc de aur în Polonia. Pe 28 aprilie 2016 a înregistrat melodia de pe genericul variantei în limba română a serialului de desene animate Fetițele Powerpuff.

### 2016–prezent:NirvanașiYo
În august 2016, Inna a cântat în deschiderea Festivalului Untold. A devenit membră a superformației G Girls, cu care a lansat două single-uri („Call the Police” și „Milk and Honey”), fiind și antrenoare în primul sezon al emisiunii Vocea României Junior cu Andra și Marius Moga. În aprilie 2017, cântăreața a apărut și într-o reclamă românească alături de Carla's Dreams pentru lanțul de supermarketuri Lidl. O lună mai târziu, contul ei de YouTube a depășit două miliarde de vizualizări.
La sfârșitul anului 2016 Inna a anunțat că lucrează la al cincilea album de studio, avându-l ca producător pe David Ciente și pe cântăreața și textiera Irina Rimes, album care se numește Nirvana. Pe parcursul unui an, Inna a lansat patru single-uri, „Heaven” (2016), „Gimme Gimme” (2017), „Ruleta” (2017) și „Nirvana” (2017) — ultimele trei făcând parte și din album — single-uri care s-au bucurat de succes commercial în Europa, în special în România și Turcia. „Ruleta” s-a clasat pe locul al treilea în țara ei natală, iar Nirvana s-a clasat pe locul al doilea în același clasament. La sfârșitul anului 2017 au urmat alte două piese care au intrat în top zece cele mai ascultate piese din România, „Nota de plată” și „Pentru că”, interpretate alături de grupul moldovean The Motans. Pe 11 decembrie 2017, artista a lansat albumul Nirvana, disponibil în exclusivitate în lanțul de supermarketuri Lidl, un album pop EDM cu influențe caraibiene și indiene.
Inna a anunțat că va lansa cel de-al șaselea album de studio, Yo, în 2019. Compus exclusiv din cântece în limba spaniolă, Inna a avut control creativ total asupra înregistrărilor, colaborând la acestea cu producătorul român David Ciente. Ea a menționat faptul că Yo este un album experimental cu influențe gipsy. Primul single de pe album, „Ra”, a fost lansat în septembrie 2018. A fost promovat prin mai multe apariții în spectacole din Mexic și Statele Unite, printre care se numără galele premiilor Telehit și Premiile Latin Grammy 2018, dar și prin interviuri acordate de Inna publicațiilor Rolling Stone and Vogue México y Latinoamérica. Cântăreața a semnat un contract cu casa de discuri Roc Nation deținută de Jay-Z. „Iguana”, următorul ei single, a ajuns pe locul al patrulea în România. În august, Inna a lansat o revistă digitală intitulată InnaMag.
Lansarea non-album-ului „Bebe” împreună cu artistul ugandez Vinka a atins numărul 1 în clasamentul Airplay 100 autohton în martie 2020 și a fost primul dintr-un șir de single-uri în care s-a revenit la genul EDM, dar care conțin și influențe deep house. Începând din 2020, Inna este jurată pentru emisiunea Masked Singer România de la PRO TV.
În ciuda faptului că anul 2020 a fost un an provocator din cauza pandemiei COVID-19, Inna a lansat o mulțime de piese: „Not My Baby”, „Sober”, „Nobody”, „VKTM” cu Sickotoy și TAG, „Discoteka” cu Minelli. De asemenea, a făcut echipă cu Michael Calfan pentru „Call Me Now” și cu Henri Purnell și Nobody Cares pentru „Pretty Thoughts” și „Oh My God”.
Cântăreața a lansat pe 27 noiembrie 2020 al șaptelea album de studio, Heartbreaker, pe care l-a creat în trei săptămâni alături de compozitori și producători români precum Sebastian Barac, Marcel Botezan, Ciente și Alexandru Cotoi. Albumul a fost compus într-o vilă din care Inna a încărcat zilnic vloguri pe YouTube pentru a documenta progresele realizate.
În ianuarie 2021, single-ul lui Inna „Read My Lips” cu cântăreața columbiană Farina a ajuns pe locul zece în România. Până în luna mai, single-ul principal al lui Heartbreaker, „Flashbacks”, a ajuns numărul 1 în Rusia și în Top 10 în România, Ucraina, Bulgaria și Comunitatea Statelor Independente.
De asemenea, „Cool Me Down” cu Gromee și „It Don't Matter” cu Alok și Sofi Tukker, au devenit hituri în anumite teritorii.
Anul 2021 a adus și colaborări cu Minelli pentru „Party”, cu Gaullin pentru „Pretty Please”, cu Brian Cross pentru „I Like That”, cu Carla's Dreams, The Motans și Irina Rimes pentru „Aici” și cu Romanian House Mafia pentru „From Paris to London”.
Inna a urcat pe scenă la prima ediție a Festivalului SAGA, eveniment care a avut loc la București în perioada 10-12 septembrie 2021, la Romaero. De asemenea, a participat ca invitată specială al lui Alok la Festivalul UNTOLD din 12 septembrie 2021, la Cluj-Napoca, pe Cluj Arena.

## Proiecte speciale și sesiuni live
Rock the Roof este un concept de sesiune live introdus de Inna, care a avut un impact puternic de la început și a acumulat peste 170 de milioane de vizualizări pe YouTube. Cântăreața interpretează câteva dintre melodiile sale în direct și cu o trupă pe acoperișul celor mai înalte clădiri din cele mai importante orașe din lume.
Sesiunile Rock the Roof au fost filmate în șapte orașe mari precum Paris, Ciudad de México, București, Londra, Istanbul, Los Angeles și Barcelona. Unele dintre aceste videoclipuri au fost difuzate de către posturile TV importante din România și Turcia.
Artista mai organizează și alte sesiuni speciale cu piese interpretate live cu trupa în diverse locații. Poate fi un concert în curtea bunicilor de la țară (Grandma Session), pe străzile unor orașe (Rock the Street și Live on the Street), în studio (Global Session și Global Studios Session) sau în grădină (WOW Session).

## Imagine și gen muzical

### Imaginea publică
Jurnalistul Paul Lester de la The Guardian a numit-o „cel mai bun produs muzical de export al României”. Inna este o prezență discretă, aparițiile sale publice sau televizate fiind limitate.
Inna a fost pe coperta celor mai renumite reviste din România și din întreaga lume precum FHM, ELLE, Cosmopolitan, Shape, Viva, Unica și multe altele.
În 2018, și-a lansat revista numită INNAMag, un vis devenit realitate pentru artistă, unde scrie despre oamenii pe care îi iubește și îi privește, despre lucrurile care îi plac și pe care le recomandă. De asemenea, împărtășește o mulțime de fotografii pe care le-a făcut în toți acești ani și vorbește despre experiențele ei din întreaga lume.

### Viața personală
Inna este o persoană discretă în ceea ce privește viața personală. În 2013, a început o relație cu fotograful american John Perez, cu care a colaborat la videoclipurile pentru „Wow”, „Caliente”, „In Your Eyes”, precum și în multe ședințe foto. Din 2020, Inna se află într-o relație cu rapperul român Deliric.
În timpul concertului de la Istanbul din mai 2018, Inna a fost rănită după ce scena s-a prăbușit pentru că a cedat sub greutatea artiștilor. Cântăreața a ajuns la spital, dar turneul din Turcia nu a fost afectat de acest accident.
Inna locuiește în București atunci când se află în România și consideră Barcelona cea de-a doua casă.

### Filantropie
Inna este activistă pentru drepturile copilului în România și a susținut campania „Niciun Copil Invizibil” organizată de UNICEF în 2012. În noiembrie 2011 s-a alăturat campaniei Durerea nu este iubire împotriva violenței domestice, semnând o petiție prin care cere guvernului român să impună o lege mai dură. Pe 25 noiembrie 2011, de Ziua Internațională pentru Eliminarea violenței împotriva femeilor, Inna a lansat cântecul „Endless” , al cărui mesaj este încetarea violenței domestice. Tot în noiembrie Inna a inițiat campania Bring the Sun Into My Life, prin care își propune să le fie aproape tuturor femeilor care se confruntă cu violența domestică.  A interpretat melodiile „Tu tens la força” („Tu ai puterea”), un cover în limba catalană a piesei „Freed from Desire” (1996) de Gala, în timpul teledonului La Marató de TV3. În 2016, Inna a participat la campania împotriva hărțuirii copiilor făcută de Cartoon Network prin intermediul CN Clubul Prieteniei. Tot în acel an, ea și alte celebrități românești au semnat o scrisoare deschisă de susținere a comunității LGBT ca răspuns la inițiativa Coaliției pentru Familie de a schimba definirea căsătoriei și a familiei în Constituția României.

## Discografie
Albume
- Hot (2009)
- I Am the Club Rocker (2011)
- Party Never Ends (2013)
- INNA (2015)
- Nirvana (2017)
- YO (2019)
- Heartbreaker (2020)
- Champagne Problems (2022)
- Just Dance (2023)

## Premii și realizări
A primit mai multe premii și nominalizări, printre care cinci Balkan Music Awards, un European Border Breakers Award, trei MTV Europe Music Awards pentru cel mai bun interpret român și treisprezece Romanian Music Awards.
| Premiu                          | An   | Categorie                                                    | Laureat                                | Rezultat     | Ref.            |
| ------------------------------- | ---- | ------------------------------------------------------------ | -------------------------------------- | ------------ | --------------- |
| Premiile Eska                   | 2009 | Cea mai bună melodie internațională                          | „Hot”                                  | Câștigat     | [ 12 ]          |
| Romanian Music Awards           | 2009 | Cel mai bun dance                                            | „Hot”                                  | Câștigat     | [ 61 ] [ 62 ]   |
| Romanian Music Awards           | 2009 | Cel mai bun debut                                            | „Hot”                                  | Câștigat     | [ 61 ] [ 62 ]   |
| Romanian Music Awards           | 2009 | Cea mai bună interpretă                                      | „Hot”                                  | Nominalizare | [ 61 ] [ 62 ]   |
| Romanian Music Awards           | 2009 | Cea mai bună piesă                                           | „Hot”                                  | Nominalizare | [ 61 ] [ 62 ]   |
| Romanian Music Awards           | 2009 | Cel mai bun show                                             | INNA                                   | Câștigat     | [ 61 ] [ 62 ]   |
| Romanian Music Awards           | 2009 | Border Breaker                                               | INNA                                   | Câștigat     | [ 61 ] [ 62 ]   |
| Romanian Music Awards           | 2010 | Cel mai bun dance                                            | „Amazing”                              | Nominalizare | [ 119 ] [ 120 ] |
| Romanian Music Awards           | 2010 | Cea mai bună piesă                                           | „Amazing”                              | Nominalizare | [ 119 ] [ 120 ] |
| Romanian Music Awards           | 2010 | Cea mai bună interpretă                                      | „Amazing”                              | Câștigat     | [ 119 ] [ 120 ] |
| Romanian Music Awards           | 2010 | Cel mai bun album                                            | Hot                                    | Câștigat     | [ 119 ] [ 120 ] |
| Romanian Music Awards           | 2010 | Cel mai bun website                                          | www.inna.ro                            | Câștigat     | [ 119 ] [ 120 ] |
| Romanian Music Awards           | 2010 | Best International                                           | INNA                                   | Câștigat     | [ 119 ] [ 120 ] |
| Romanian Music Awards           | 2010 | Cel mai bun show                                             | INNA                                   | Câștigat     | [ 119 ] [ 120 ] |
| Romanian Music Awards           | 2011 | Best Female                                                  | „Sun Is Up”                            | Câștigat     | [ 254 ]         |
| Romanian Music Awards           | 2011 | Best Website                                                 | www.inna.ro                            | Câștigat     | [ 254 ]         |
| Romanian Music Awards           | 2011 | Best Dance                                                   | „Sun Is Up”                            | Nominalizare | [ 254 ]         |
| Romanian Music Awards           | 2011 | Best Video                                                   | „Club Rocker”                          | Nominalizare | [ 254 ]         |
| Romanian Music Awards           | 2011 | OK Award                                                     | INNA                                   | Câștigat     | [ 254 ]         |
| Romanian Music Awards           | 2012 | Border Breaker                                               | INNA                                   | Câștigat     | [ 253 ]         |
| Romanian Music Awards           | 2012 | Cea mai bună interpretă                                      | „Un Momento” (cu Juan Magan)           | Nominalizare | [ 253 ]         |
| Romanian Music Awards           | 2012 | Cel mai bun album                                            | I Am the Club Rocker                   | Nominalizare | [ 253 ]         |
| Romanian Music Awards           | 2012 | Cel mai bun dance                                            | „WOW”                                  | Nominalizare | [ 253 ]         |
| Romanian Music Awards           | 2012 | Cel mai bun website                                          | www.inna.ro                            | Nominalizare | [ 253 ]         |
| Romanian Music Awards           | 2013 | Cel mai bun album                                            | Party Never Ends                       | Nominalizare | [ 255 ]         |
| Romanian Music Awards           | 2013 | Cel mai bun social media                                     | INNA                                   | Nominalizare | [ 255 ]         |
| Romanian Music Awards           | 2014 | Cel mai bun hip-hop                                          | „Strigă!” (Puya cu INNA)               | Nominalizare | [ 256 ]         |
| Romanian Music Awards           | 2014 | Cel mai bun video                                            | „Cola Song” (J Balvin cu INNA)         | Nominalizare | [ 256 ]         |
| Romanian Music Awards           | 2014 | Cel mai bun social media                                     | INNA                                   | Nominalizare | [ 256 ]         |
| Romanian Music Awards           | 2014 | Cel mai bun album                                            | Party Never Ends                       | Nominalizare | [ 256 ]         |
| Romanian Top Hits Awards        | 2009 | Top 1 Romania                                                | „Love”                                 | Câștigat     | [ 77 ]          |
| Romanian Top Hits Awards        | 2009 | Girls – The Best Hit                                         | „Love”                                 | Câștigat     | [ 77 ]          |
| Romanian Top Hits Awards        | 2009 | Cel mai bun artist - Mondial                                 | —                                      | Câștigat     | [ 77 ]          |
| Festivalul Sopot                | 2009 | Cea mai bună melodie internațională                          | „Hot”                                  | Câștigat     | [ 91 ] [ 92 ]   |
| MTV Europe Music Awards         | 2009 | Cel mai bun interpret român                                  | INNA                                   | Câștigat     | [ 13 ] [ 14 ]   |
| MTV Europe Music Awards         | 2010 | Cel mai bun interpret român                                  | INNA                                   | Câștigat     | [ 257 ]         |
| MTV Europe Music Awards         | 2010 | Cel mai bun interpret european                               | INNA                                   | Nominalizare | [ 257 ]         |
| MTV Europe Music Awards         | 2015 | Cel mai bun interpret român                                  | INNA                                   | Câștigat     | [ 174 ]         |
| MTV Europe Music Awards         | 2015 | Cel mai bun interpret european                               | INNA                                   | Nominalizare | [ 174 ]         |
| Gala femeilor de succes         | 2009 | Femeia anului 2009 (la categoria „Tinere talente în muzică”) | INNA                                   | Câștigat     | [ 108 ] [ 109 ] |
| Gala femeilor de succes         | 2011 | Tinere talente în muzică                                     | „Femeia anului”                        | Câștigat     |                 |
| NRJ Music Awards                | 2011 | International Revelation of the Year                         | INNA                                   | Câștigat     | [ 258 ]         |
| Viva Comet                      | 2011 | Special Prize                                                | INNA                                   | Câștigat     |                 |
| Premiile Muzicale Radio România | 2010 | Cel mai bun cântec pop-dance                                 | „Amazing”                              | Câștigat     | [ 259 ]         |
| Premiile Muzicale Radio România | 2010 | Cel mai bun artist pop-dance                                 | INNA                                   | Câștigat     | [ 259 ]         |
| Premiile Muzicale Radio România | 2010 | Artistul anului                                              | INNA                                   | Nominalizare | [ 259 ]         |
| Premiile Muzicale Radio România | 2011 | Artistul anului                                              | INNA                                   | Nominalizare | [ 260 ]         |
| Premiile Muzicale Radio România | 2011 | Cel mai bun artist pop-dance                                 | INNA                                   | Câștigat     | [ 260 ]         |
| Premiile Muzicale Radio România | 2011 | Cel mai bun album pop-dance                                  | Hot                                    | Câștigat     | [ 260 ]         |
| Premiile Muzicale Radio România | 2011 | Cel mai bun cântec pop-dance                                 | „Sun Is Up”                            | Nominalizare | [ 260 ]         |
| Premiile Muzicale Radio România | 2013 | Cel mai bun artist pop-dance                                 | INNA                                   | Nominalizare | [ 261 ]         |
| Premiile Muzicale Radio România | 2014 | Cântecul anului                                              | „P.O.H.U.I.” (Carla's Dreams cu INNA)  | Nominalizare | [ 262 ]         |
| Premiile Muzicale Radio România | 2014 | Cel mai bun duet                                             | „P.O.H.U.I.” (Carla's Dreams cu INNA)  | Nominalizare | [ 262 ]         |
| Premiile Muzicale Radio România | 2014 | Cel mai bun cântec pop-dance                                 | „In Your Eyes”                         | Nominalizare | [ 262 ]         |
| Premiile Muzicale Radio România | 2015 | Cel mai bun cântec pop-dance                                 | „Cola Song” (cu J Balvin)              | Nominalizare | [ 263 ]         |
| Premiile Muzicale Radio România | 2016 | Cel mai bun cântec pop-dance                                 | „Bop Bop” (cu Eric Turner)             | Câștigat     | [ 264 ]         |
| Premiile Muzicale Radio România | 2016 | Cel mai bun cântec pop                                       | „Mai stai” (3 Sud Est cu INNA)         | Nominalizare | [ 264 ]         |
| Premiile Muzicale Radio România | 2016 | Cel mai bun videoclip                                        | „Diggy Down” (cu Yandel & Marian Hill) | Nominalizare | [ 264 ]         |
| Premiile Muzicale Radio România | 2017 | Big Like                                                     | Heaven                                 | Nominalizare | [ 265 ]         |
| Premiile Muzicale Radio România | 2017 | Cântecul anului                                              | Heaven                                 | Nominalizare | [ 265 ]         |
| Premiile Muzicale Radio România | 2017 | Cel mai bun cântec pop-dance                                 | Heaven                                 | Nominalizare | [ 265 ]         |
| Balkan Music Awards             | 2011 | Worldwide Breakthrough Artist                                | INNA                                   | Câștigat     | [ 266 ]         |
| Balkan Music Awards             | 2011 | Best Balkan Act                                              | INNA                                   | Câștigat     | [ 266 ]         |
| Balkan Music Awards             | 2011 | Best Song in the Balkans - Romania                           | "Sun Is Up”                            | Câștigat     | [ 266 ]         |
| Balkan Music Awards             | 2012 | Best Female Artist in the Balkans                            | INNA                                   | Câștigat     | [ 247 ]         |
| Balkan Music Awards             | 2012 | Best Song in the Balkans from Romania                        | „Endless”                              | Câștigat     | [ 247 ]         |
| Les Trophées de la Nuit 2011    | 2011 | Artist of the Year                                           | INNA                                   | Câștigat     | [ 267 ]         |
| Media Music Awards              | 2013 | Best Zonga                                                   | „P.O.H.U.I.”                           | Câștigat     | [ 268 ]         |
| Media Music Awards              | 2015 | Best Dance                                                   | „Diggy Down”                           | Câștigat     | [ 176 ]         |
| The Artist Awards               | 2019 | Best Album                                                   | „Yo”                                   | Câștigat     | [ 269 ]         |
| The Artist Awards               | 2019 | Best Video                                                   | „Iguana”                               | Câștigat     | [ 269 ]         |
| The Artist Awards               | 2019 | Best Female Artist                                           | Inna                                   | Câștigat     | [ 269 ]         |
| The Artist Awards               | 2019 | YouTube Artist of the Year                                   | Inna                                   | Câștigat     | [ 269 ]         |
| The Artist Awards               | 2019 | Biggest Online Community                                     | Inna                                   | Câștigat     | [ 269 ]         |
| The Artist Awards               | 2020 | Best Video                                                   | „Read My Lips”                         | Câștigat     | [ 270 ]         |
| The Artist Awards               | 2021 | The Artist                                                   | Inna                                   | Câștigat     | [ 271 ]         |
| The Artist Awards               | 2021 | Best Artist on Digital                                       | Inna                                   | Câștigat     | [ 271 ]         |

## Filmografie
- 2015 - Dinozauri-  Neera; Dublaj ( voce versiune română) [272][273]
- 2017- Fetițele Powerpuff; Interpretă generic [274]